# Aves de Venezuela
La avifauna de Venezuela es muy diversa e incluye un total de 1.421 especies, de las cuales 49 son endémicas, 6 han sido introducidas por humanos y 34 son consideradas raras o accidentales. Se han declarado 33 especies globalmente amenazadas de extinción. Venezuela es el 5° país del mundo con más especies de aves, aunque algunos expertos revelaron que el país es el hogar de aproximadamente 1.500 especies.
Venezuela es un país con un territorio extenso y con gran variedad de climas, por lo que presenta una gran lista de aves, algunas que se refugian en la frondosidad de la selva tropical y Los Andes, otras en los Llanos, costas y lagos, incluyendo el lago de Maracaibo. Esto se debe a que la extensa geografía se traduce en 9 regiones naturales, que hacen del país uno de los más diversos geográficamente y que contribuye significativamente a la diversidad global.
Dado que la lista de aves de Venezuela es tan extensa, se ha dividido en dos anexos:
- Anexo:Aves de Venezuela (Passeriformes)
- Anexo:Aves de Venezuela (no Passeriformes)

## Especies amenazadas
Existen variadas fuentes que determinan distinto número de especies de aves presentes en Venezuela que se encuentran amenazadas a nivel mundial.
Según algunas fuentes, son 370 de las especies de animales existentes en Venezuela que se encuentran amenazadas a nivel mundial, mayoritariamente aves (130 especies). Seis de ellas, incluyendo dos aves, el águila arpía y el cardenalito, han sido incorporadas en los billetes venezolanos con las principales causas que los ponen peligro de extinción.
La Serranía del Perijá constituye una de las más altas prioridades para la conservación de aves en Venezuela, en especial por el número de especies amenazadas en la región.